# 크리스틴 웨스턴 챈들러
크리스틴 웨스턴 챈들러는 1982년 2월 24일 샬롯츠빌, 버지니아에서 태어난 미국의 블로거이자 트랜스젠더 영상 제작자이며, 웹코믹 "Sonichu"의 창작자입니다.
일부에게는 역사상 가장 많이 문서화된 인물 중 하나로 여겨지며 · . 취미와 행동이 비정상적이라는 이유로, 크리스는 4chan의 이미지 게시판과 이후 SomethingAwful 포럼에서 대규모 괴롭힘과 trolls의 지속적인 공격을 받았습니다. trolls의 속임수와 도발에 제대로 대응하지 못하며 인터넷 환경에서 점점 더 유명해졌고, 트롤들의 공격도 늘어갔습니다.

## 초기 생애
크리스틴은 1982년 2월 24일 샬롯츠빌, 버지니아, 미국에서 부모인 로버트 챈들러(1927년 9월 4일 ~ 2011년 9월 6일)와 바바라 챈들러(1941년 10월 1일생) 사이에서 태어났으며, 만 5세 때 자폐증 진단을 받았습니다. 1992년, 본명인 크리스토퍼에서 크리스천으로 변경하였습니다.

1993년 12월 29일, 리치먼드 타임스 디스패치에 '어린 소년이 좋아하는 이름을 주기 위해 말하는 곰이 필요했다'는 제목의 기사가 게재되었으며, 이 기사에서는 크리스틴이 "크리스토퍼"에서 "크리스천"으로 이름을 바꾼 독립적 사건에 대해 상세하게 설명하고 있습니다
그 곰은 레오나드 베어스턴(Leonard Bearstein)으로, 연휴 동안 레이시티 스퀘어의 고객들을 즐겁게 하는 곰 밴드 리더입니다.
"크리스마스 시즌 초 목요일 오후였기 때문에 인파는 적었다"고 챈들러는 말했습니다. "레오나드와 크리스터퍼 웨스턴 챈들러 간의 대화는 노래 사이사이 약 한 시간 동안 계속되었으며, 크리스터퍼는 매혹된 상태였다."

이 대화 중에 비정상적인 일이 발생했습니다. 레오나드 베어스턴이 영국식 억양으로 크리스터퍼에게 이름을 묻자, 곰이 아이가 대답한 내용을 오해한 것으로 보입니다.
이 이야기는 크리스틴이 언론에 처음 등장한 사건입니다.
크리스틴은 대부분의 삶을 러커스빌과 샬롯츠빌에서 보냈으며, 2015년 이후로는 캘리포니아의 사촌인 콜을 방문한 것과, 오하이오의 클리블랜드로 가서 그녀의 다음 여자친구를 찾기 위해 두 번밖에 버지니아를 벗어나지 않았습니다. 그녀의 부모는 그녀가 고향인 버지니아를 벗어나 여행하는 것을 금지시켰습니다.
12세 때, 그녀는 소닉 더 헤지혹의 Watch & Win 추첨에 참여했으며, 이는 애니메이션 시리즈 소닉의 모험을 기념하는 이벤트였고, 1,000달러 상당의 케이비 토이즈 쇼핑 상품권을 받는 대상자 중 하나였습니다. 이 방송은 1994년 2월 26일 NBC 뉴스의 '데이트라인 뉴스'에서 방영되었으며.

## 웹코믹
챈들러는 2000년 3월 17일, 학교 과제에서 앨범 표지를 제작하는 과정에서 'Sonichu'를 처음 언급했습니다. 당시 저작권 보호 캐릭터를 사용하는 것이 금지되어 있었기 때문에, 그녀는 좋아하는 두 시리즈를 결합하여 유희왕의 글자들로 만든 커버를 제작했다고 합니다. 이후 2005년 3월 24일, 웹코믹 Sonichu의 첫 번째 호를 공개했으며, 이미 가족과 친구들을 위해 몇몇 에피소드를 만들어 두었고, Sonichu라는 이름의 캐릭터는 소닉과 피카츄의 하이브리드입니다 · .
2007년 10월 26일, 크리스틴은 4chan과 백과사전 드라머티카 사용자들의 관심을 끌면서 인터넷에서 유명해졌습니다. 초기 인기는 그녀의 자작 Sonichu 목걸이(나중에 trolls에 의해 도난 및 훼손됨), 원본이 아닌 크리스의 소닉 그림, 그리고 공공장소에서의 방황 모습에서 비롯되었습니다. 이로 인해 크리스는 사이버 괴롭힘과 인터넷 트롤링의 피해자가 되었습니다.

## 논란

### 쌍둥이 타워 공격 옹호
2009년 11월 1일, 크리스는 유튜브에 "Twin Falling Towers"라는 제목의 영상을 게시했고, 이 영상에서 두 trolls "클라이드 캐시"와 "잭 태데우스"를 위협하며, 그들이 쌍둥이 타워처럼 떨어질 것이라고 예언했습니다. 이 영상은 많은 trolls와 시청자들로부터 강한 비판을 받았으며, 9·11 테러 희생자들을 무시하는 것이라는 논란이 일어났습니다. 이에 크리스는 영상을 삭제하고 사과했으며, 공격 대상이 클라이드였고 테러 공격을 조롱하려는 의도는 아니었다고 밝혔습니다. 하지만, 많은 사람들이 그녀의 사과를 진지하게 받아들이지 않았고, 이는 논란이 계속되었습니다.

### 살인미수 시도
2011년 10월, 크리스와 어머니는 The GAME PLACE라는 게임 매장을 방문하여, 2008년 이후 금지된 크리스의 매장 출입 금지 조치와 관련하여 논의했습니다. 이후 2012년, 크리스와 어머니는 해당 매장의 책임자를 공격했고, 크리스는 지역사회 봉사와 1년 보호관찰 처분을 받았습니다. 해당 매장은 2014년에 폐쇄되었습니다.

### GameStop 사건
2014년 12월, 크리스는 Sonic Boom: Rise of Lyric 게임을 훔치려다 GameStop에서 체포되었으며, 직원에게 소화기 가스를 뿌려 폭행한 혐의를 받았습니다. 이후 재판에서 6급 범죄로 기소되었으나, 경범죄로 감경되었고, 2015년 10월 유죄 판결 후, 500달러 벌금과 180일 보호관찰을 선고받았습니다.

### 근친상간 혐의
2021년 7월 30일, 오디오 녹음이 공개되어, 크리스틴이 치매에 걸린 어머니와 성관계를 맺었다고 주장하는 내용이 드러났습니다. 크리스는 두 사람 사이에 "3일마다 성관계하는 루틴"이 있으며, 어머니가 자신을 좋아한다고 말했습니다. 다음 날, 두 사람은 지역 경찰에 의해 분리되었습니다. 8월 1일, 극우 성향 스트리머이자 팟캐스터인 Ethan Ralph은 크리스가 샬럿츠빌 모텔 앞에서 체포된 순간을 촬영하여 공개했습니다. 그녀는 구금되면서 근친상간 혐의로 기소되었으며. 이후, 그녀는 감옥을 탈출했다는 허위 뉴스가 퍼졌으며. 그녀는 2023년 3월에 석방되었으며, 8월에는 변호인단이 자폐증 문제로 기각 신청을 하여 혐의가 무혐의로 돌아갔습니다.

### 가상 아들설
2024년 11월 말, 크리스가 실시간 스트리밍 중에 '소닉 X 섀도우 제네레이션' 게임을 하던 중, 한 troll(혹은 troll일 가능성 있는 사용자)이 "언제 아이를 가질 거야?"라는 농담 섞인 질문을 던졌습니다.
크리스는 이에 대해 다음과 같이 답변했습니다:
아이 언제? 아이가 여름에 태어날 때쯤, 아니면 그냥 모두를 어둠 속에 두고 아이가 태어날 때까지 기다릴 수도 있겠다.
.
이 가상 아들설은 거의 모든 인터넷 곳곳에 퍼졌으며, 많은 허위정보와 추측이 뒤따랐습니다. 동시에, 크리스의 과거를 다시 조명하는 계기가 되었고, 일부는 이 주제로 밈을 만들기도 했습니다 ·  · .
11월 27일, X에서 크리스는 이 가짜 아들설을 부인하며, 라이브에서 한 말은 가상의 상황에 대한 언급일 뿐이며 실제 임신은 없다고 밝혔습니다.

## 매체에 미친 영향
"Sonichu"가 다른 매체에서 처음 언급된 것은 2011년 9월 25일 슬리록 폭스 & 컴ics 포 키즈에서였으며, 흑백 일러스트가 '당신의 그림' 코너에 실렸습니다. 만화가 Bob Weber Jr.는 블로그 코믹스 커머저에서 크리스틴이 "9살"이라고 생각했다고 밝혔으며.
2019년 1월 21일 발매된 dodie의 곡 "Monster"의 뮤직비디오에서도 Sonichu 캐릭터가 등장합니다. 45초 영상에서는 여러 괴물 중 하나로 나타나며, "연인을 찾는 괴물"이라는 문구가 적혀 있으며, 이는 크리스가 대학 시절 만든 포스터를 오마주한 것이라고 합니다.

## 다큐멘터리
그의 삶을 다룬 여러 다큐멘터리가 제작되었습니다. 2016년, 유튜버 Fredrik Knudsen은 그녀의 인생과 작품을 다룬 23분 분량의 다큐멘터리를 공개했고. 2017년 11월 12일, PewDiePie는 그녀의 이야기를 조명하는 영상을 게시했습니다. 2018년, 유튜버 Geno Samuel은 그녀의 삶 전체를 다루는 여러 편의 다큐멘터리 시리즈를 시작했으며, 현재까지 89개 이상의 30~40분 분량 에피소드가 제작되었습니다.

## 참고 문헌
1. ↑  https://web.archive.org/web/20200816223210/https://www.vgchartz.com/article/84960/top-ten-shocking-instances-of-plagiarism-in-gaming/
2. ↑  https://web.archive.org/web/20210801173931/https://news.ycombinator.com/item?id=16938125%7C사이트=web.archive.org
3. ↑  https://web.archive.org/web/20200816223211/https://www.thecompassncsd.com/news/2018/01/25/preventing-the-next-chris-chan/
4. ↑  https://web.archive.org/web/20230308145453/https://www.insider.com/chris-chan-arrested-trending-who-is-mom-twitter-history-sonichu-2021-8
5. 1 2  틀:웹사이트
6. ↑  https://web.archive.org/web/20220709142454/https://areomagazine.com/2019/06/28/the-strangest-fandom-on-the-internet/
7. ↑  https://web.archive.org/web/20100128152128/http://pqasb.pqarchiver.com/timesdispatch/access/615847621.html?dids=615847621:615847621&FMT=ABS&FMTS=ABS:FT&date=Dec+29,+1993&author=Barbara+Green&pub=Richmond+Times+-+Dispatch&edition=&startpage=N-4&desc=IT+TOOK+A+TALKING+BEAR+TO+GIVE+THE+NAME+A+YOUNG+BOY+LOVES
8. ↑  https://web.archive.org/web/20091113231947/http://pqasb.pqarchiver.com/timesdispatch/access/615847621.html?dids=615847621:615847621&FMT=ABS&FMTS=ABS:FT&type=current&date=Dec+29,+1993&author=Barbara+Green&pub=Richmond+Times+-+Dispatch&desc=IT+TOOK+A+TALKING+BEAR+TO+GIVE+THE+NAME+A+YOUNG+BOY+LOVES&pqatl=google
9. ↑  https://www.youtube.com/watch?v=yGlFUf9ZEcM
10. ↑  https://web.archive.org/web/20220709142454/https://areomagazine.com/2019/06/28/the-strangest-fandom-on-the-internet/
11. ↑  https://web.archive.org/web/20200816223214/https://www.vice.com/en_us/article/evpx77/the-trouble-with-keeping-wikipedias-evil-twin-online
12. ↑  https://web.archive.org/web/20230322160254/https://sonichu.com/cwki/Apology_for_9/11_Joke
13. ↑  https://www.the-sun.com/news/3401834/why-has-chris-chan-been-arrested/
14. ↑  https://web.archive.org/web/20200809000235/http://www.seganerds.com/2014/12/29/creator-of-sonichu-arrested-for-macing-gamestop-employee/
15. ↑  https://www.dailymail.co.uk/news/article-9859653/Trans-YouTuber-Chris-Chan-39-filed-female-police-housed-women-inmates.html
16. ↑  =https://web.archive.org/web/20210730211829/https://www.sportskeeda.com/pop-culture/who-chris-chan-sonichu-comic-creator-leaves-twitter-scandalized-latest-trend
17. ↑  https://www.businessinsider.com/chris-chan-mom-arrested-incest-charge-over-leaked-audio-2021-8
18. ↑  https://web.archive.org/web/20210804195601/https://nypost.com/2021/08/04/youtube-star-chris-chan-arrested-for-alleged-incest-with-mother/
19. ↑  https://www.usatoday.com/story/news/factcheck/2022/09/16/fact-check-vlogger-chris-chan-incest-still-custody-after-arrest/8037525001/
20. ↑  https://www.businessinsider.com/chris-chan-incest-charge-released-from-custody-by-court-order-2023-3
21. ↑  https://timesofindia.indiatimes.com/world/rest-of-world/who-is-chris-chan-transgender-influencer-hints-at-being-pregnant/articleshow/115682761.cms
22. ↑  https://tribune.com.pk/story/2511832/chris-chan-hints-at-possible-pregnancy-internet-reacts-with-memes-and-speculation
23. ↑  https://www.dailymail.co.uk/news/article-14124411/chris-chan-girlfriend-flutter-pregnancy-announcement.html
24. ↑  https://www.ndtv.com/offbeat/who-is-chris-chan-the-transgender-internet-personality-trending-online-7103640
25. ↑  https://archive.org/details/httpsx.comcpu_cwcsonichustatus1861773911693652010_202412
26. ↑  https://web.archive.org/web/20130508181808/http://joshreads.com/?p=10951
27. ↑  https://www.youtube.com/watch?v=BPBBZyAlu7c
28. ↑  https://web.archive.org/web/20220709142454/https://areomagazine.com/2019/06/28/the-strangest-fandom-on-the-internet/
29. ↑  https://web.archive.org/web/20220709142454/https://areomagazine.com/2019/06/28/the-strangest-fandom-on-the-internet/